# Friedhard Grote
Friedhard Friedrich August „Charly“ Grote (* 8. Juli 1933; † 26. Mai 2008 in Russland) war ein deutscher Kommunalpolitiker.

## Leben
Der im Juli 1933 geborene Grote war Mitglied der Sozialdemokratischen Partei Deutschlands (SPD) engagierte sich ehrenamtlich von 1974 bis 1981 zunächst im Rat der Landeshauptstadt Hannover, von 1981 bis 1996 im Bezirksrat des Stadtbezirks Linden-Limmer.
Zudem leitete Grote in den Jahren 1995 bis 2003 die Arbeitsgemeinschaft Limmerscher Vereine, die ihn zuletzt zu ihrem Ehrenmitglied ernannte.
Friedhard Grote war Mitglied der Gewerkschaft Erziehung und Wissenschaft (GEW) und einer der Gründungsmitglieder des Fördervereins des Fössebades. Er war verheiratet mit der sozialdemokratischen Bezirksbürgermeisterin Hiltrud Grote (1936–2010).

## Charlys Brücke
Viele Jahre setzte sich Friedhard Grote zudem für den Bau der nach ihm posthum benannten Charlys Brücke ein, die heute im Verlauf der Straße Holzrehre den hannoverschen Stadtteil Limmer über die Güterumgehungsbahn mit dem Stadtteil Davenstedt verbindet.